# Czyste szaleństwo
Czyste szaleństwo (ang. Stir Crazy) – amerykański film komediowy z 1980 w reżyserii Sidneya Poitiera. Główne role zagrali Gene Wilder i Richard Pryor.

## Fabuła
Niedoszły dramaturg oraz aktor, Skip i czarnoskóry Harry, dwaj przyjaciele z Nowego Jorku, tego samego dnia tracą pracę. Postanawiają wyruszyć na zachód, do Los Angeles w poszukiwaniu nowego zajęcia. Aby zdobyć pieniądze na dalszą podróż po drodze podejmują pracę w jednym z niewielkich miasteczek, polegającą na promowaniu banku w strojach kurczaków. Pewnego dnia para złodziei kradnie ich kostiumy i napada na bank, a Skip i Harry zostają oskarżeni o rabunek i skazani na długoletnie więzienie. Za kratami wraz z nowo poznanymi przyjaciółmi planują ucieczkę. Okazuje się, że Skip ma talent do ujeżdżania byków, więc naczelnik więzienia postanawia to wykorzystać.

## Obsada
- Gene Wilder – Skip Donahue
- Richard Pryor – Harry Monroe
- Miguel Ángel Suárez – Jesus Ramirez
- Georg Stanford Brown – Rory Schultebrand
- Erland Van Lidth – Grossberger
- Joel Brooks – Len Garber
- JoBeth Williams – Meredith
- Barry Corbin – naczelnik Walter W. Beatty
- Craig T. Nelson – Ward Wilson
- Jonathan Banks – Jack Graham
- Charles Weldon – Blade
- Nicolas Coster – naczelnik Henry Sampson
- Joe Massengale – Caesar Geronimo
- Karmin Murcelo – Teresa Ramirez
- Henry Kingi – Ramon
- Lee Purcell – Susan
- Cedrick Hardman – wielki groźny facet w celi
- Grand L. Bush – Slowpoke, pomocnik wielkiego groźnego faceta
- Tony Burton – mężczyzna, który uderza wielkiego groźnego faceta
- Billy Beck – więzień łapiący muchy